# Malihabad
Malihabad (hindi: मलिहाबाद) – miasto w północnych Indiach w stanie Uttar Pradesh, na Nizinie Hindustańskiej.
Populacja miasta w 2001 roku wynosiła 15 806 mieszkańców.